# Flagey (Doubs)
Flagey település Franciaországban, Doubs megyében. Lakosainak száma 132 fő (2022. január 1.). Flagey Chassagne-Saint-Denis, Silley-Amancey, Amancey, Fertans, Bolandoz, Cléron és Ornans községekkel határos.

## Népesség
A település népességének változása:
| Lakosok száma | 116  | 101  | 110  | 134  | 145  | 153  | 161  | 147  | 140  | 132  |
|               | 1968 | 1982 | 1990 | 2006 | 2013 | 2015 | 2017 | 2019 | 2020 | 2022 |